# Împărăteasa Kōjun
Împărăteasa Kōjun (香淳皇后 kōjun kōgō?) (n. 6 martie 1903, Toriizaka⁠(d), Tōkyō, Japonia – d. 16 iunie 2000, Fukiage Gyoen⁠(d), Tōkyō, Japonia) a fost soția împăratului Shōwa al Japoniei. Născută Prințesa Nagako, este bunica actualului împărat al Japoniei, Naruhito.
Numele ei postum Kōjun înseamnă „puritate înmiresmată”. 
Împărăteasa Kōjun a fost împărăteasă consort, kōgō (皇后?), din 25 decembrie 1926 până în 7 ianuarie 1989, cea mai lungă perioadă din istoria Japoniei.

## Copilărie

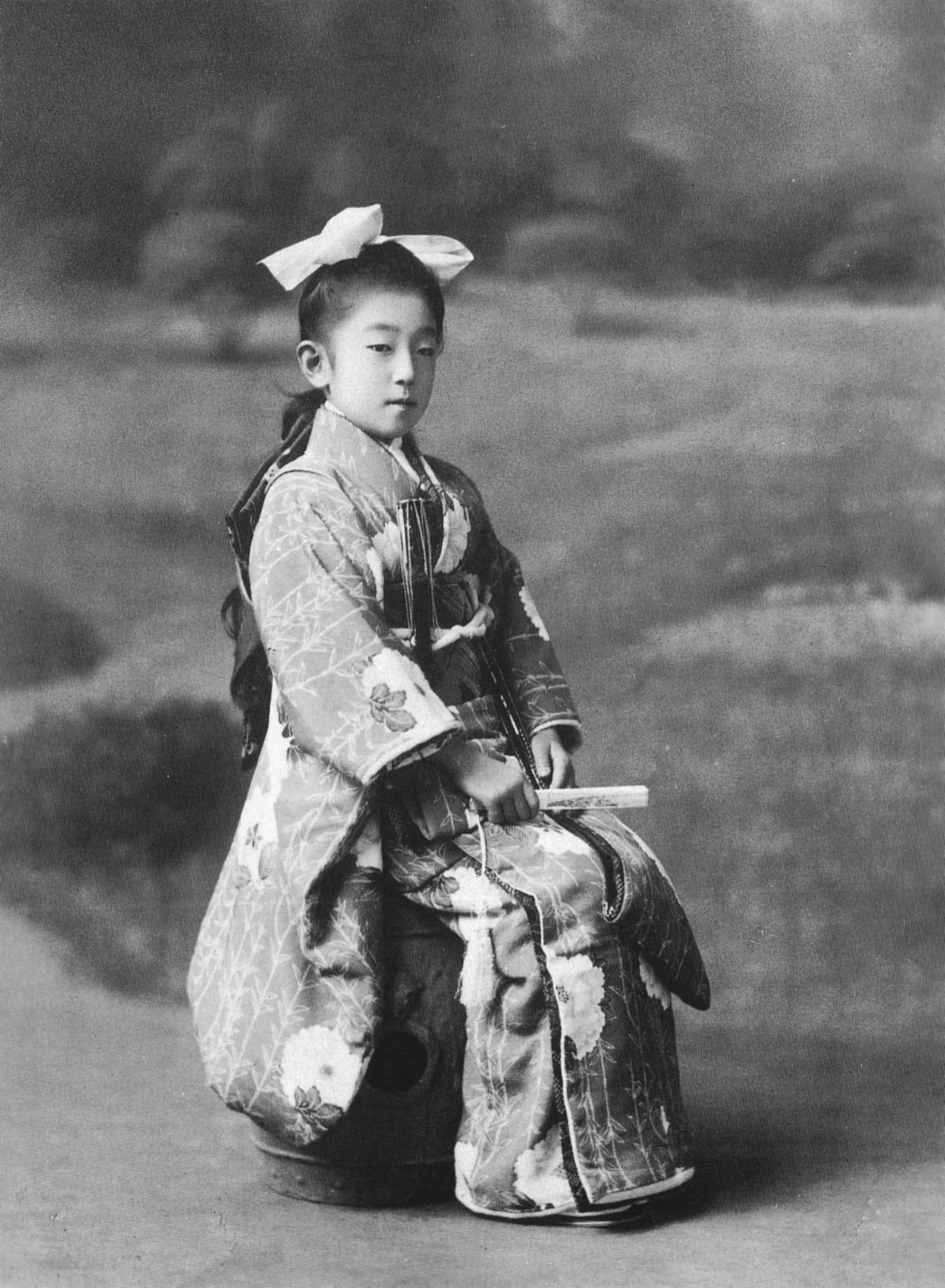
Prințesa Nagako la 9 ani

Prințesa Nagako s-a născut la 6 martie 1903 la Tokyo. A fost al treilea copil și prima fiică a Prințului Kuni Kuniyoshi și a soției lui Chikako, fiica Prințului Shimazu Tadayoshi. Prin tatăl ei, era nepoata Prinților Yasuhiko Asaka (ofițer de carieră în armata imperială japoneză) și Naruhiko Higashikuni (prim-ministru timp de 54 de zile după predarea din 14 august 1945).

De asemenea, prin tatăl ei, era verișoara prințesei Masako de Nashimoto, ultima prințesă moștenitoare a Coreeii prin căsătoria sa cu prințul Euimin.
Toată școlarizarea sa, pe care o începe în anul 1907 de la grădiniță la liceul de fete, o face la Gakushuin din Tokyo, școală preferată a copiilor aristocrației japoneze.
După ce a fost aleasă mireasă pentru prințul Hirohito, de asemenea, ea primește o educație oferită de șapte tutori în literatura chineză și japoneză, limba franceză, caligrafie, compoziția poetică și eticheta de la curte.

## Căsătorie

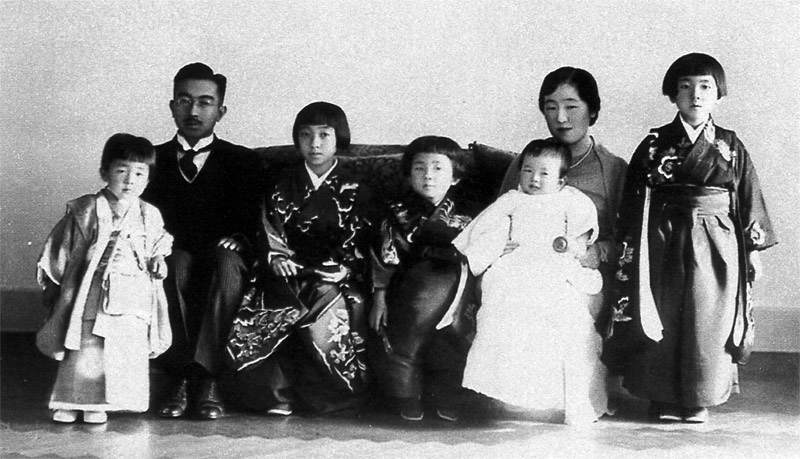
Familia imperială în 1936. De la stânga la dreapta: prințul Akihito, împăratul Hirohito, prințesa Teru Shigeko, prințesa Yori Atsuko, prințul Hitachi pe genunchii împărătesei Nagako, și prințesa Taka Kazuko.

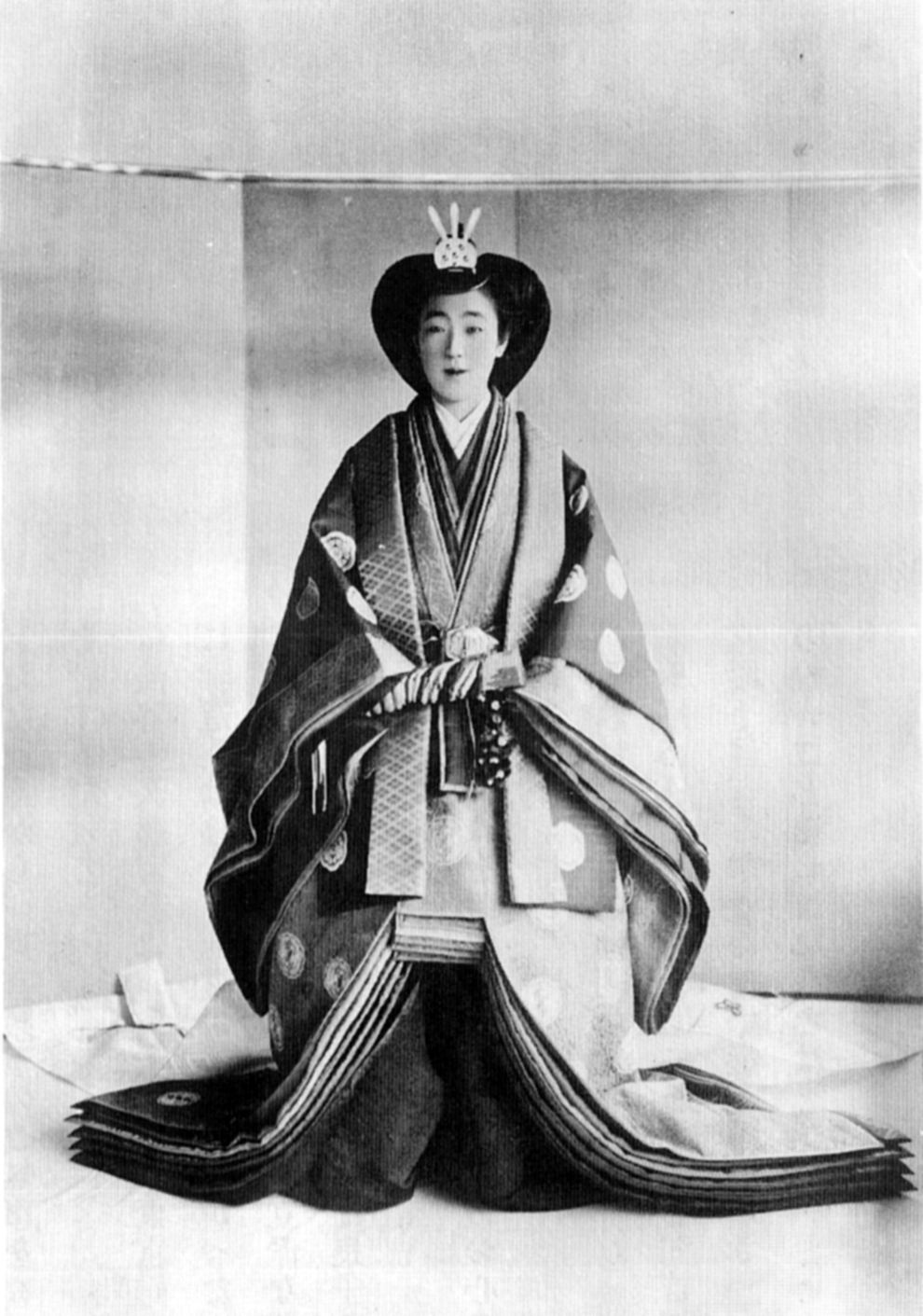
Împărăteasa Kojun în 1924

Ea și prințul moștenitor Hirohito s-au logodit la 19 iunie  1921 și s-au căsătorit la 26 ianuarie 1924. Nagako a fost remarcată de împărăteasa Shōken la funerariile împăratului Meiji în 1912, apoi a fost invitată împreună cu alte prințese și fiice ale aristocrației japoneze la ceai cu împărăteasa Sadako în pavilionul concubinelor la 14 ianuarie 1914. Hirohito care a observat scena din spatele unui paravan a ales-o pe Nagako..
Odată cu accederea pe tronul Japoniei a lui Hirohito la 25 decembrie 1925, a devenit împărăteasă a Japoniei. Spre deosebire de predecesorii săi, împăratul Hirohito a decis să-și abandoneze curtea de 39 de concubine, limitându-se la o singură soție.
Cuplul imperial a avut șapte copii, doi băieți și cinci fete:
- Prințesa Teru (Shigeko) (照宮 成子;Teru-no-miya Shigeko) 9 decembrie 1925-23 iulie 1961, care s-a căsătorit la 10 octombrie 1943 cu prințul Higashikuni Morihiro. El și-a pierdut titlul în 1947, în timpul reformei casei imperiale iar soția lui a devenit simplu Doamna Shigeko Higashikuni.
- Prințesa Hisa (Sachiko) (久宮 祐子;Hisa-no-miya Sachiko) 10 septembrie 1927-8 martie 1928.
- Prințesa Taka (Kazuko) (孝宮 和子;Taka-no-miya Kazuko) 30 septembrie 1929-28 mai 1989, care s-a căsătorit la 20 mai 1950 cu Toshimichi Takatsukasa.
- Prințesa Yori (Atsuko) (順宮 厚子;Yori-no-miya Atsuko) n. 7 martie 1931, care și-a pierdut statutul de prințesă imperială după căsătoria cu Takamasa Ikeda de la 10 octombrie 1952.
- Prințul Tsugu (Akihito) (継宮 明仁;Tsugu-no-miya Akihito) n. 23 decembrie 1933, actualul împărat  Akihito.
- Prințul Yoshi (Masahito) (義宮 正仁;Yoshi-no-miya Masahito) n. 28 noiembrie 1935, care a fondat propria sa casă, ramură a familiei imperiale prin căsătoria sa de la 1 octombrie 1964 cu Hanako Tsugaru. Actualul său titlu este Prințul Hitachi și este al patrulea în linia de succesiune la tronul Japoniei.
- Prințesa Suga (Takako) (清宮 貴子;Suga-no-miya Takako) n. 3 martie 1939, care a părăsit familia imperială la 3 martie 1960 odată cu căsătoria cu Hisanaga Shimazu.

## Ultimi ani
După moartea împăratului Hirohito, în 1989, ea și-a luat titlul de „împărăteasă văduvă”. Ultima ei apariție publică a fost în 1989. A murit la vârsta de 97 de ani, pe 16 iunie 2000, a fost împărăteasă timp de 75 de ani. Împăratul Akihito i-a acordat numele post-mortem de împărăteasa Kojun.

## Galerie foto

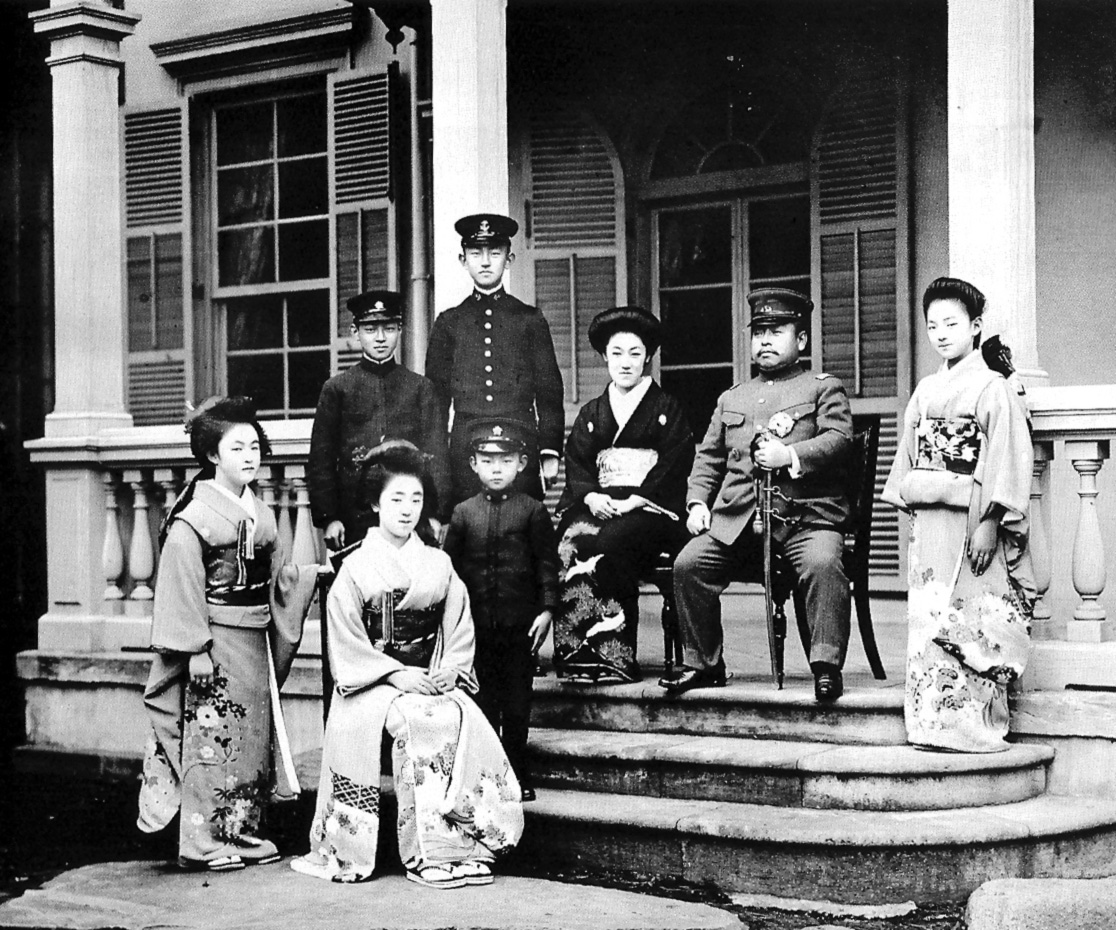
Familia prințesei Nagako în 1920.
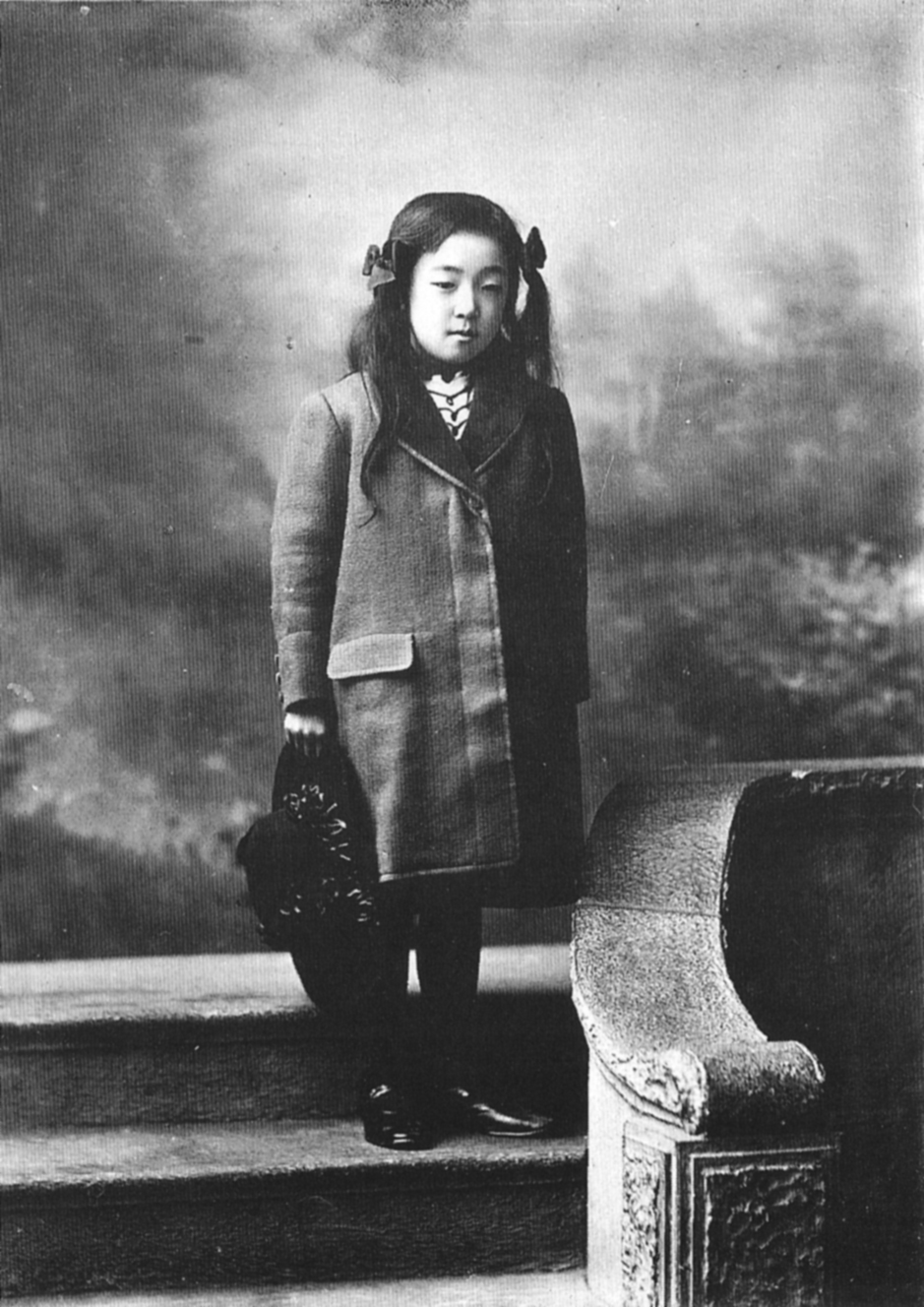
Prințesa Nagako în 1913.
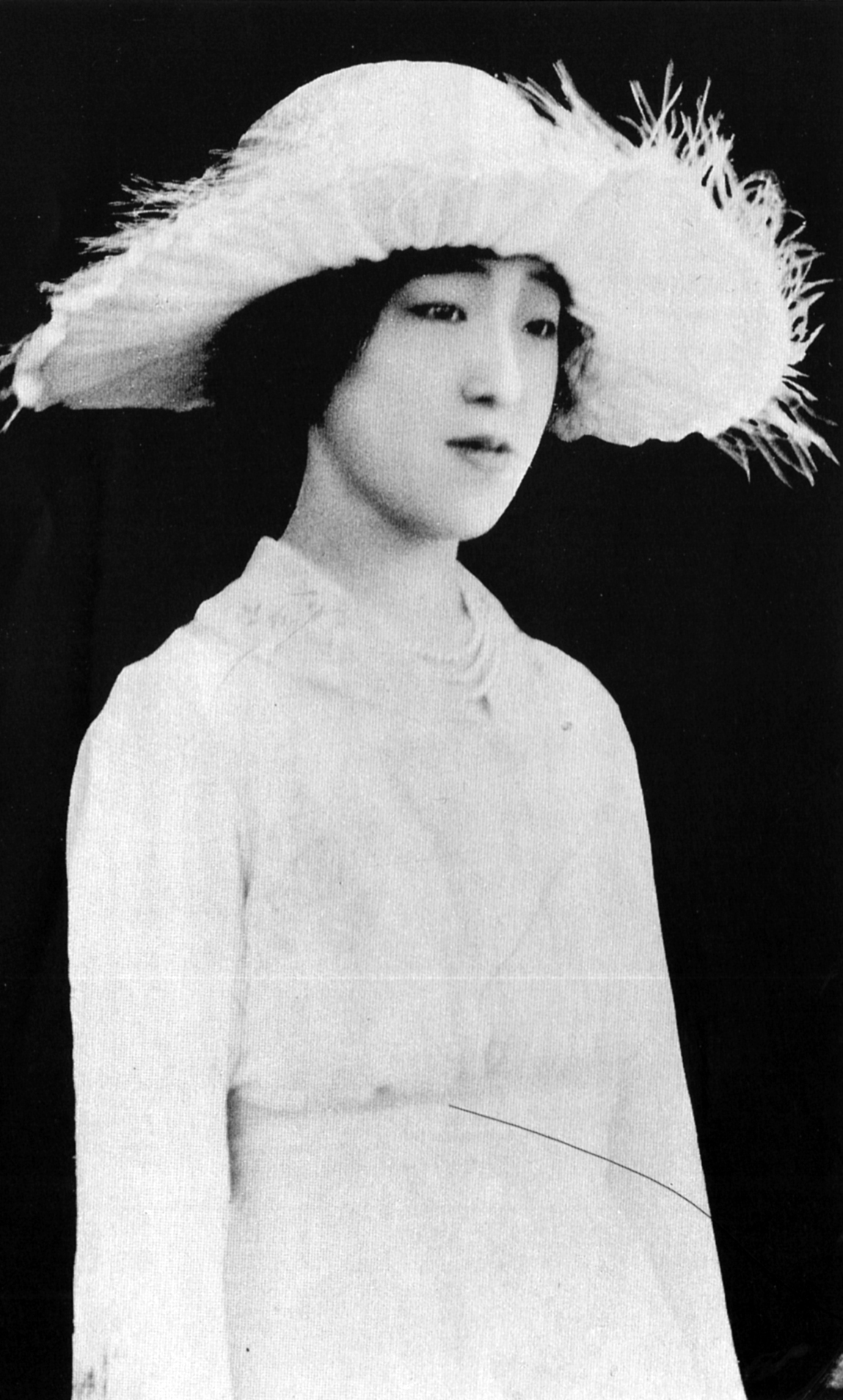
Prințesa Nagako în 1922.
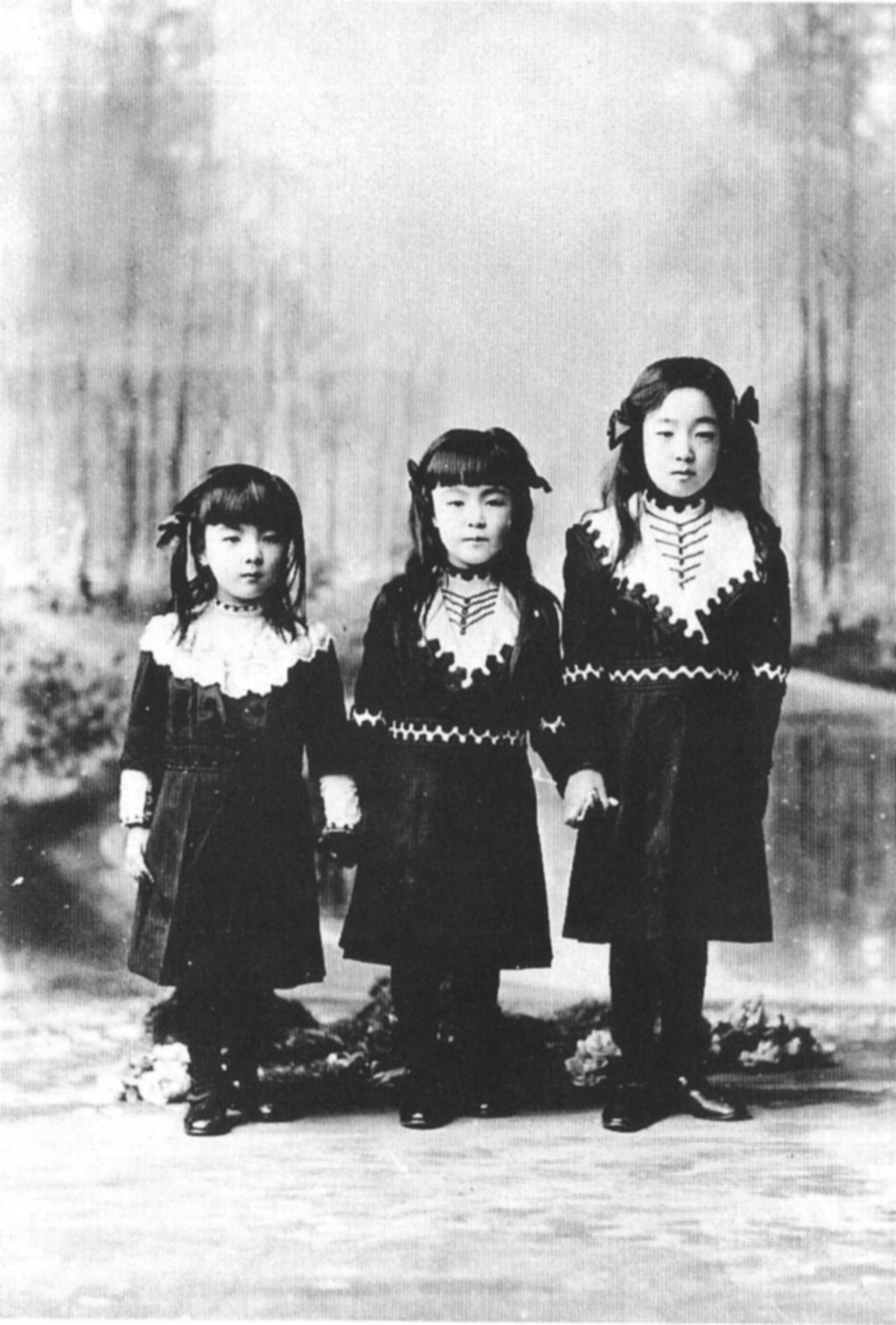
Prințesa Nagako cu surorile sale în 1912.